# US Open 2005
US Open 2005 byl 125. ročník tohoto grandslamového tenisového turnaje, který se uskutečnil od 29. srpna do 11. září 2005 na otevřených dvorcích s tvrdým povrchem.

## Senioři

### Dvouhra mužů
Roger Federer vs.  Andre Agassi 6-3 2-6 7-61 6-1

### Dvouhra žen
Kim Clijstersová vs.  Mary Pierceová 6-3 6-1

### Čtyřhra mužů
Bob Bryan /  Mike Bryan vs.  Jonas Björkman /  Max Mirnyj 6-1 6-4

### Čtyřhra žen
Lisa Raymondová /  Samantha Stosurová vs.  Jelena Dementěvová /  Flavia Pennettaová 6-2 5-7 6-3

### Smíšená čtyřhra
Daniela Hantuchová /  Mahesh Bhupathi vs.  Srebotnikovou /  Nenad Zimonjić 6-4 6-2

## Junioři

### Dvouhra juniorů
Ryan Sweeting vs.  Jeremy Chardy 6-4 6-4

### Dvouhra juniorek
Viktorija Azarenková vs.  Alexa Glatchová 6-3 6-4

### Čtyřhra juniorů
Alex Clayton /  Donald Young vs.  Carsten Ball /  Thiemo de Bakker 7-63 4-6 7 -5

### Čtyřhra juniorek
Nikola Fraňková /  Alisa Klejbanovová vs.  Alexa Glatchová /  Vania Kingová 7-5 7-63